# Partur
Partur è una città dell'India di 28.941 abitanti, situata nel distretto di Jalna, nello stato federato del Maharashtra. In base al numero di abitanti la città rientra nella classe III (da 20.000 a 49.999 persone).

## Geografia fisica
La città è situata a 19° 36' 0 N e 76° 13' 0 E e ha un'altitudine di 438 m s.l.m..

## Società

### Evoluzione demografica
Al censimento del 2001 la popolazione di Partur assommava a 28.941 persone, delle quali 14.926 maschi e 14.015 femmine. I bambini di età inferiore o uguale ai sei anni assommavano a 4.614, dei quali 2.430 maschi e 2.184 femmine. Infine, coloro che erano in grado di saper almeno leggere e scrivere erano 18.388, dei quali 10.782 maschi e 7.606 femmine.